# Z19 Hermann Künne
Z19 Hermann Künne – niemiecki niszczyciel typu 1936 (Diether von Roeder) z okresu  II wojny światowej, zatopiony w 1940 w bitwie pod Narwikiem.

## Budowa
Zamówiony wraz z innymi okrętami tego typu 6 stycznia 1936, położenie stępki – 5 października 1936, wodowanie – 22 grudnia 1937, wejście do służby – 12 stycznia 1939. Zbudowany w stoczni Deschimag AG w Bremie (numer stoczniowy W922). W systemie oznaczeń niemieckich niszczycieli miał przydzielony numer Z19 (rzadko używany w oficjalnych dokumentach), przed wojną nosił numer burtowy 52. Budowa kosztowała 12,87 mln Reichsmark.
Nazwę nadano mu na cześć niemieckiego marynarza poległego 23 kwietnia 1918 przy odpieraniu brytyjskiego desantu w Zeebrugge.

## Służba
W maju 1939 okręt wziął udział w zajęciu Kłajpedy. W lipcu 1939 wziął udział w wizycie w Norwegii (z „Hans Lüdemann” i „Diether von Roeder”). Po wybuchu II wojny światowej działał na Morzu Północnym i w cieśninach duńskich.
Od października do grudnia 1939 uczestniczył w czterech nocnych operacjach stawiania zagród minowych na wodach angielskich, będąc jednym z najaktywniejszych niemieckich niszczycieli na tym polu:
- 17/18 października 1939 w ujściu rzeki Humber (wraz z niszczycielami „Karl Galster”, „Friedrich Eckoldt”, „Diether von Roeder”, „Hans Lüdemann” i „Wilhelm Heidkamp”),
- 12/13 listopada 1939 u ujścia Tamizy (z niszczycielami „Karl Galster”, „Hans Lüdemann” i „Wilhelm Heidkamp”),
- 17/18 listopada 1939 u ujścia Tamizy (z niszczycielami „Bernd von Arnim” i „Wilhelm Heidkamp"),
- 12/13 grudnia 1939 pod Newcastle (wraz z „Erich Steinbrinck”, „Bruno Heinemann”, „Friedrich Ihn” i „Richard Beitzen”).

Wziął następnie udział w inwazji na Norwegię (operacji Weserübung), w grupie zajmującej Narwik, transportując 200 strzelców górskich do Elvegaard w Herjangsfjordzie – północnej odnodze Ofotfjordu (wraz z niszczycielami „Wolfgang Zenker” i „Erich Koellner”). Udał się następnie do przystani w Narwiku w celu uzupełnienia paliwa ze zbiornikowca, gdzie zastał go atak niszczycieli brytyjskich 10 kwietnia 1940 rano (pierwsza bitwa pod Narwikiem). Od wstrząsu wywołanego przez wybuch trafionego torpedami stojącego obok niszczyciela „Anton Schmitt” przejściowo uszkodzeniu uległy obie turbiny „Hermanna Künne”. Unieruchomiony okręt następnie ostrzeliwał Brytyjczyków, lecz mało skutecznie.
13 kwietnia 1940 „Künne” wziął udział w walkach z brytyjskimi niszczycielami w Ofotfiordzie podczas drugiej bitwy pod Narwikiem. Po wyczerpaniu amunicji okręt wycofał się do Herjangsfjordu (nie widząc sygnału wycofania się do Rombakenfjordu, gdzie odeszły pozostałe niemieckie niszczyciele). Dowódca „Künne” zamierzał wyrzucić okręt na brzeg i wysadzić w powietrze, lecz równocześnie zaatakował go torpedami brytyjski niszczyciel HMS „Eskimo”. Niemiecki niszczyciel przełamał się i zatonął; nie jest jasne, czy na skutek storpedowania, czy samowysadzenia (w rejonie pozycji 68°31′N 17°35′E/68,516667 17,583333). Część rufowa utrzymywała się na powierzchni jeszcze przez 3 dni. Wrak złomowano w latach 1960-63.
Dowódcy:
- kmdr ppor (Korvettenkapitän) Kothe: 12 stycznia 1939 – 13 kwietnia 1940

Historia konstrukcji i opis okrętu – w opisie niszczycieli Typu 1936.

## Dane techniczne
- wyporność:
  - standardowa: 2411 t
  - pełna: 3415 t
- wymiary:
  - długość: 123 m
  - długość na linii wodnej: 120 m
  - szerokość: 11,8 m
  - zanurzenie: 4,3 m
- napęd: 2 turbiny parowe o mocy łącznej 70 000 KM, 6 kotłów parowych Wagnera (ciśnienie robocze 70 at), 2 śruby
- prędkość maksymalna: 38 w
- zasięg: 2020 mil morskich przy prędkości 19 w
- zapas paliwa: 787 t mazutu
- załoga: 323

Uzbrojenie i wyposażenie: 
- 5 dział kalibru 128 mm (nominalnie 12,7 cm) SK C/34 w pojedynczych stanowiskach, osłoniętych maskami (5xI)
  - długość lufy L/45 (45 kalibrów), donośność maksymalna 17 400 m, kąt podniesienia +30°, masa pocisku 28 kg, zapas amunicji – 120 na działo
- 4 działka przeciwlotnicze 37 mm SK C/30, półautomatyczne, podwójnie sprzężone na podstawach LC/30 (2xII)
- 6 działek przeciwlotniczych 20 mm (6xI)
- 8 wyrzutni torpedowych 533 mm (2xIV), 12-16 torped
- 18 bomb głębinowych (zrzutnia bg)
- możliwość zabrania 60 min morskich

- szumonamiernik GHG
- system kierowania ogniem artylerii głównej: dwa 4-metrowe dalmierze stereoskopowe (na nadbudówce dziobowej i śródokręciu), centrala artyleryjska C34/Z